# Kyle Butler
Kyle Brandon Butler (* 15. Januar 1998 in Kingston) ist ein jamaikanischer Fußballspieler.

## Karriere
Butler kam 2011 aus der Phoenix All Stars Football Academy nach Österreich in die Jugend des USK Anif, in der er bis 2012 spielte. Ab 2016 spielte er in Belgien beim KRC Genk, wo er jedoch nicht Teil des Profikaders war. Im Januar 2017 schloss er sich dem KVC Westerlo an, bei dem er jedoch auch nicht für die Profis spielte.
Zur Saison 2017/18 wechselte Butler nach Malta zum FC St. Andrews. Sein Debüt in der Maltese Premier League gab er im September 2017, als er am dritten Spieltag jener Saison gegen die Ħamrun Spartans in der Startelf stand und in der 60. Minute durch Innocent Tano Azian ersetzt wurde.
Nach einem Probetraining beim deutschen Bundesligisten Fortuna Düsseldorf vermeldete Butler im Juni 2018 eine Vertragsunterzeichnung beim Verein. Dies wurde umgehend von Düsseldorf dementiert.
Im August 2018 wechselte er nach Österreich zum LASK, bei dem er einen bis Juni 2019 laufenden Vertrag erhielt. Allerdings sollte er zunächst für das Farmteam FC Juniors OÖ zum Einsatz kommen. Im Juli 2019 wechselte er zum Zweitligisten SC Austria Lustenau, bei dem er einen bis Juni 2020 laufenden Vertrag erhielt. Ohne Einsatz für Lustenau verließ er den Verein im Januar 2020 vorzeitig.
Nach viereinhalb Jahren ohne Klub kehrte Butler zur Saison 2024/25 nach Jamaika zurück und wechselte zu Erstligist Vere United FC.

## Persönliches
Sein Stiefbruder Leon Bailey (* 1997) ist ebenfalls als Fußballspieler aktiv. Butler spielte gemeinsam mit Bailey zwischen 2011 und 2012 bei Anif und zwischen 2016 und 2017 bei Genk. In Belgien kam er jedoch im Gegensatz zu Bailey zu keinen Profieinsätzen.
Sein Vater Craig Butler erhielt durch dubiose Handlungen Aufmerksamkeit: Er brachte Kyle Butler und Leon Bailey 2013 zum KRC Genk, wo Bailey hätte verpflichtet werden sollen. Daraufhin ließ er seine Söhne in Belgien zurück und täuschte eine Entführung in Mexiko vor.